# Joroinen
Joroinen (Jorois în suedeză) este o comună din estul Finlandei, în regiunea Savonia de Nord. Orașul este situat la 95 km de Kuopio.

## Istorie
Istoria comunei ca un loc pentru vile și case bogate a dat numele Savon Pariisi (Parisul regiunii Savo).

## Demografie
Municipiul are o populație de 5.723 de locuitori și o densitate de 8 persoane pe km². Suprafața totală a municipiului este de 711,75 km² dintre care 136,86 km² sunt apă.